# جما اتریج
جما اتریج (انگلیسی: Gemma Etheridge؛ زادهٔ ۱ دسامبر ۱۹۸۶) بازیکن راگبی ۷ نفره اهل استرالیا است.
وی در مسابقات کشوری و بین‌المللی در مجموع برندهٔ ۱ مدال طلا شده‌است.